# Per-Olof Scotte
Per-Olof Scotte, född 18 juni 1925 i Mariestad, död 22 maj 2024, var en svensk inredningsarkitekt, möbelformgivare och färgsättare.
Scotte, som var son till redaktionssekreterare Lorentz Scotte och Bertha Karlsson, studerade vid NKI-skolan 1941 och 1943, hos professor Carl Malmsten 1947–1951, färgskolan 1957 och 1961. Han anställdes av Carl Malmsten AB i Stockholm 1950, av AB A. Klaesson Möbelaffär i Örebro 1951, bedrev frilansande verksamhet från 1954  och var från 1960-talet verksam som möbelformgivare vid Ikea. Per-Olof Scotte är gravsatt på Nacka norra kyrkogård.